# Valentino Lanús
Valentino Lanús, nacido como Luis Alberto López (Ciudad de México, 3 de mayo de 1975), es un actor mexicano.

## Biografía
Los padres de Valentino son Margarita y Luis Alberto. Valentino es el segundo de cuatro hermanos, siendo el único hombre. Comenzó su carrera como modelo, más tarde se integró al CEA de Televisa. Fue cuando más tarde la productora de telenovelas Carla Estrada lo invitó a participar en María Isabel (1997), junto a Adela Noriega.
Tiempo más tarde, obtuvo papeles en Amor gitano (1999), La casa en la playa (2000) y  Primer amor... a mil por hora (2000), en donde personificó a Imanol Jáuregui Tasso, junto a Ana Layevska.
Participó en la telenovela El juego de la vida (2001), en donde interpretó a Juan Carlos Domínguez, un entrenador de un equipo de fútbol femenino. También realizó una participación especial en la telenovela Mariana de la noche (2003), actuó en Amar otra vez (2003) e Inocente de ti (2004). También apareció en Alborada (2005). Tuvo un rol protagónico en la telenovela Amar sin límites con Karyme Lozano. 
Estelarizó la telenovela Llena de amor en el año 2010 junto a Ariadne Díaz). En el 2014 participó en la película de comedia dominicana, ¿Por qué los hombres son infieles?.
Fotógrafo profesional a finales de 2011 expuso en Madrid su obra de más de 15 años.[cita requerida]

## Telenovelas
| Año  | Telenovela                    | Personaje                                        |
| ---- | ----------------------------- | ------------------------------------------------ |
| 1997 | María Isabel                  | Antonio                                          |
| 1999 | Amor gitano                   | Patricio                                         |
| 2000 | La casa en la playa           | Miguel Ángel Villarreal                          |
| 2000 | Primer amor... a mil por hora | Imanol Jáuregui Tasso                            |
| 2001 | El juego de la vida           | Juan Carlos Domínguez                            |
| 2003 | Amar otra vez                 | Daniel Suárez González                           |
| 2003 | Mariana de la noche           | Javier Mendieta                                  |
| 2004 | Inocente de ti                | Julio Alberto Castillo Linares-Robles            |
| 2005 | Alborada                      | Martín Alvarado                                  |
| 2006 | Amar sin límites              | Diego Morán                                      |
| 2008 | Las tontas no van al cielo    | Patricio Molina Lizárraga                        |
| 2009 | Hermanos & Detectives         | Actor de Teatro                                  |
| 2010 | Llena de amor                 | Emanuel Ruiz y de Teresa Curiel / Lirio de plata |
| 2012 | Amor bravío                   | Luis del Olmo                                    |
| 2017 | Nada personal                 | Alejandro Castillo                               |
| 2024 | Tu vida es mi vida            | José «Pepe» Castillo Ibáñez                      |

### Películas
- Veritas, el principe de la verdad (2007)
- Quiero ser fiel (2014)
- Más oscuro que la noche
- Porque los hombres son infieles (2014)
- Artesanos

## Premios y nominaciones

### Premios TVyNovelas
| Año  | Categoría                     | Programa/Telenovela        | Resultado |
| ---- | ----------------------------- | -------------------------- | --------- |
| 2011 | Mejor actor                   | Llena de amor              | Nominado  |
| 2007 | Mejor actor protagónico       | Amar sin límites           | Nominado  |
| 2001 | Mejor revelación masculina    | Primer amor...a mil x hora | Ganador   |
| 2001 | Mejor Beso (con Ana Layevska) | Primer amor...a mil x hora | Ganador   |

### Premios Eres
| Año  | Categoría                            | Programa/Telenovela        | Resultado |
| ---- | ------------------------------------ | -------------------------- | --------- |
| 2001 | Mejor Lanzamiento (con Ana Layevska) | Primer amor...a mil x hora | Ganador   |

### Premios El Heraldo de México
| Año  | Categoría            | Telenovela                 | Resultado |
| ---- | -------------------- | -------------------------- | --------- |
| 2001 | Revelación masculina | Primer amor...a mil x hora | Ganador   |

### Premios Califa de Oro
| Año  | Categoría           | Programa/Telenovela | Resultado |
| ---- | ------------------- | ------------------- | --------- |
| 2006 | Destacada actuación | Alborada            | Ganador   |